# Дамке, Руне
Руне Дамке (нем. Rune Dahmke; род. 10 апреля 1993, Киль) — немецкий гандболист, выступает за немецкий клуб «Киль» и сборную Германии на позиции левого крайнего.

## Карьера
Клубная

Руне Дамке воспитанник клуба Киль. В 2012 году Руне Дамке заключил первый профессиональный контракт с клубом Киль. В сезоне 2012/13, Руне Дамке сыграл всего 2 матча в Лиге чемпионов ЕГФ. В сезоне 2014/15 Руне Дамке стал играл за основную команду.

В сборной

В сборной Германии Руне Дамке дебютировал 6 ноября 2015 года, в матче против Бразилии. Руне Дамке за сборную Германии всего сыграл 14 матчей и забросил 36 мячей. Руне Дамке участник чемпионата Европы по гандболу 2016 в Польше, где Германия стала победителем турнира.

## Награды
- Чемпион Германии: 2015
- Чемпион Европы по гандболу: 2016
- Обладатель суперкубка Германии: 2015
- Победитель Кубка ЕГФ: 2019
- Победитель Лиги чемпионов: 2020

## Семья
Руне Дамке — сын немецкого гандболиста Франка Дамке, который 10 лет выступал за клуб «Киль».
Находится в отношениях с гандболисткой Стине Офтедал.

## Статистика
Статистика Руне Дамке за сезон 2018/19 указана на 13.6.2019
| Сезон        | Клуб    | Лига       | Матчи | Голы | 7-метр | Голы |
| ------------ | ------- | ---------- | ----- | ---- | ------ | ---- |
| 2014/15      | ГК Киль | Бундеслига | 27    | 47   | 3      | 44   |
| 2015/16      | ГК Киль | Бундеслига | 30    | 88   | 9      | 79   |
| 2016/17      | ГК Киль | Бундеслига | 31    | 63   | 0      | 63   |
| 2017/18      | ГК Киль | Бундеслига | 24    | 52   | 0      | 52   |
| 2018/19      | ГК Киль | Бундеслига | 34    | 43   | 0      | 43   |
| 2014–по н.в. | Итого   | Бундеслига | 146   | 293  | 12     | 281  |